# Giovanni C. Cattini

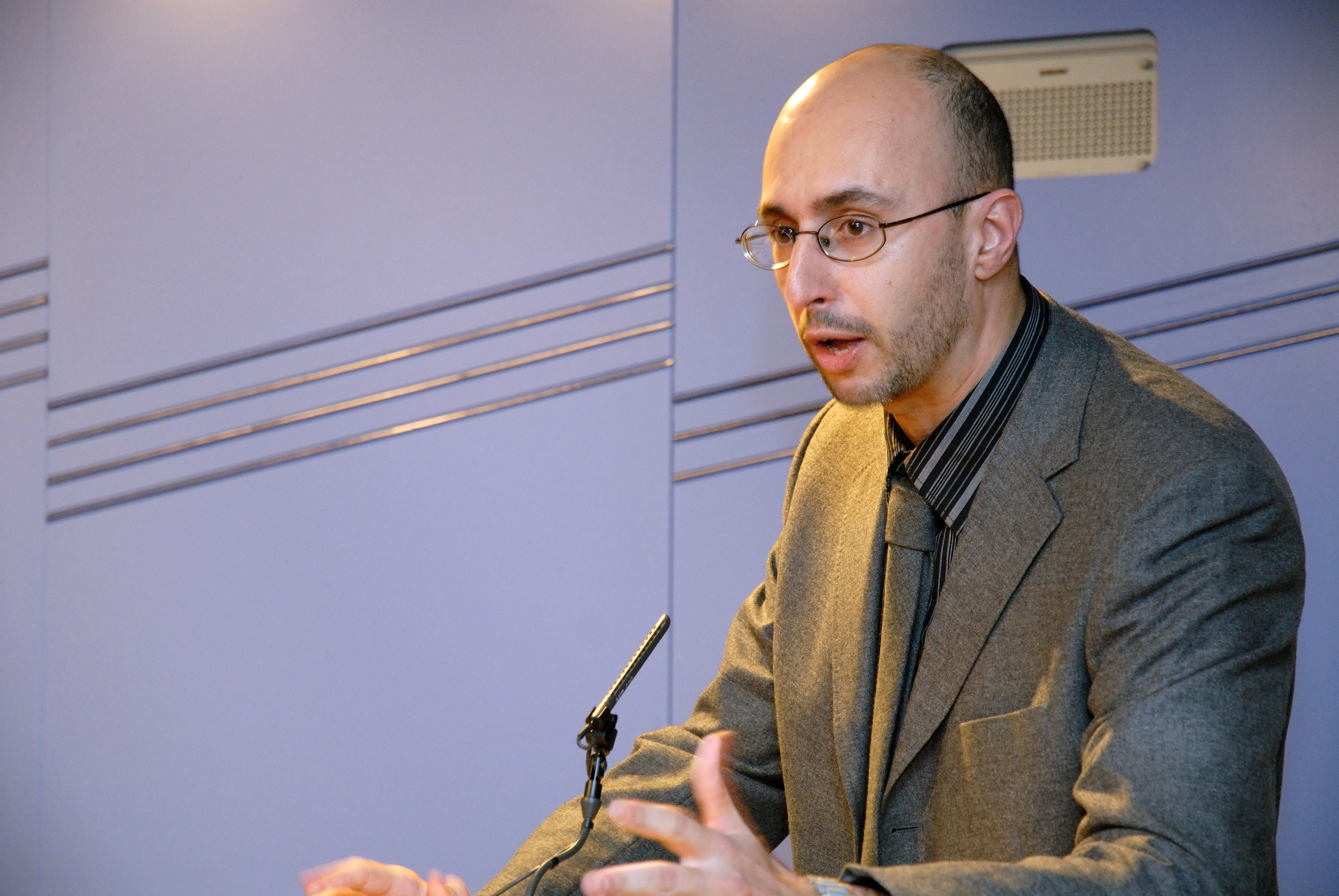
Cattini.

Giovanni C. Cattini (1972) es un historiador italiano, autor de varias publicaciones sobre el nacionalismo catalán.

## Biografía
Nacido en la ciudad italiana de Mantua en 1972, ha sido profesor en la Universidad de Barcelona. Es autor de obras como Prat de la Riba i la historiografia catalana. Intel·lectuals i crisi política a la fi del segle XIX (Afers, 2008), una biografía del político nacionalista catalán Enric Prat de la Riba, El gran complot. Qui va trair Macià? La trama italiana (Ara Llibres, 2010), o Joaquim de Camps i Arboix. Un intel·lectual en temps convulsos, una obra sobre el alcalde gerundense Joaquim de Camps i Arboix.